# 인도네시아부드러운털쥐
인도네시아부드러운털쥐(Rattus adustus)는 시궁쥐속에 속하는 설치류의 일종이다. 인도네시아 엥가노 섬에서 발견된다. 완모식표본이 유일한 표본으로 1940년 기재된 이후 발견된 기록이 없다.